# 조셉 페브니
조셉 페브니(Joseph Pevney, 1911년 9월 15일 ~ 2008년 5월 18일)는 미국의 배우, 영화 감독, 각본가, 영화 프로듀서, 영화배우, 연극 배우이다.
뉴욕에서 태어났으며 팜데저트에서 사망하였다.

## 방송
- 용감한 형제
- 119 구조대
- 닥터 게논
- 닥터 웰비
- 제12순찰대

## 영화
- 고도의 미녀들 (1979년)
- 불타는 서부 - 78년 시리즈 (1978년)
- 두 얼굴의 사나이 - 시리즈 (1978년)
- 늑대소년 루칸 (1977년)
- 용감한 형제 (1977년)
- 초원의 집 - TV 시리즈 (1974년)
- 119 구조대 (1972년)
- 닥터 게논 (1969년)
- 닥터 웰비 (1969년)
- 제12순찰대 (1968년)
- 캐넌 목장 (1967년)
- 스타 트렉 : 디 오리지널 시리즈 시즌1 (1966년)
- 몬스터 가족 (1964년)
- 도망자 (1963년)
- 더 뉴 브리드 (1961년)
- 벤 케이시 (1961년)
- 행복에 젖은 아가씨 (1960년)
- 4인의 무뢰한 (1960년)
- 보난자 (1959년)
- 태미 앤 더 배처러 (1957년)
- 천의 얼굴을 가진 사나이 (1957년)
- 폭스파이어 (1955년)
- 미트 대니 윌슨 (1952년)
- 아이언 맨 (1951년)
- 육체와 영혼 (1947년)